# Тату Ілонен
Тату Ілонен(фін. Tatu Ylönen; 1968 р. народження) — винахідник та розробник протоколу Secure Shell. Також засновник компанії SSH Communications Security Corp., що надає послуги у галузі інформаційної безпеки. Випускник Політехнічного інституту Гельсінкі 1992 р.. Також засновник компаній Applied Computing Research (ACR) Ltd, Clausal Computing.

## SSH
Поштовхом до розробки SSH стала хакерська атака на фінську університетську мережу. Було встановлено сніфер на один з серверів, який назбирав базу з тисяч користувацьких паролів та імен користувачів, у тому числі з компанії Ілонена. Цей інцидент спонукав розробника вивчати криптографію та винайти спосіб безпечного віддаленого доступу до серверу через інтернет.
Ілонен разом з однодумцями розробив Secure Shell для власного використання і опублікував початковий код (OpenSSH) у липні 1995 року, але у тому ж році він заснував SSH Communications Security. Через кілька років Sun Microsystems стала клієнтом компанії, що сприяло поширенню протоколу.

## Інша діяльність
Ілонен автор багатьох стандартів IETF (RFC). Secure Shell на цю мить — один з базових протоколів інтернету.
Тату Ілонен отримав нагороду Finnish Engineering Award у 2000 році.